# Ойкс, Григорий Наумович
Григо́рий Нау́мович О́йкс (1901, Мелитополь, Таврическая губерния — 1976, Москва) — советский учёный в области металлургии, доктор технических наук, профессор МИСиС, участник Великой Отечественной войны, лауреат Государственной премии СССР 1972 года в области науки и техники, Государственной премии Украинской ССР в области науки и техники 1978 года за подготовку учебника «Металлургия стали» (посмертно).

## Биография
Родился в 1901 году в Мелитополе. Еврей.
В 1920—1924 годах служил в РККА. Участник Гражданской войны. В 1920—1921 году воевал на Южном фронте.
После завершения службы в армии получает высшее техническое образование. Живёт и работает в Москве.
В сентябре 1941 года вторично призван в армию. В боевых действиях принимает участие с августа 1942 года на Закавказском и Северо-Кавказском фронтах. В звании инженер-капитана Г. Н. Ойкс служил на должности помощника начальника артиллерийского снабжения 389-й стрелковой дивизии. За время работы в дивизии инженер-капитан Ойкс Г. Н. отлично выполнял поручаемые ему боевые задания по организации своевременной подачи боеприпасов в дивизию и восстановлению выходившего из строя оружия. Отлично проявил себя в трудных условиях в районе селения Мундар-Юрт и во время зимне-весеннего наступления Красной армии на Северном Кавказе и Кубани. Приказом по 389-й стрелковой дивизии № 041/н от 23 июля 1943 года награждён орденом Красной Звезды.
В 1955 году Григорию Наумовичу Ойксу присуждена учёная степень доктора технических наук, а в 1956 году — учёное звание профессора. В это время он работал в Московском институте стали и сплавов.
В 1972 году Григорию Наумовичу Ойксу присуждена Государственная премия СССР в области техники за коренное усовершенствование технологии выплавки и повышение качества высоколегированных сталей и сплавов ответственного назначения за счёт внепечной обработки инертным газом.
В 1978 году посмертно присуждена Государственная премия УССР в области науки и техники за подготовку учебника «Металлургия стали».
Автор учебников «Металлургия стали», нескольких монографий.

## Монографии
- Ойкс Г. Н. Производство кипящей стали. М.: Металлургиздат, 1955. — 439 с.
- Ойкс Г. Н., Иоффе Х. М. Производство стали (расчёты). М.: Металлургиздат, 1960. — 319 с; 2-е изд. — М.: Металлургиздат, 1964. — 552 с.; 3-е изд. — М.: Металлургия, 1969. — 520 с.; 4-е издание. М.: Металлургия, 1975. — 480 с.
- Трубин К. Г., Ойкс Г. Н. Металлургия стали. Мартеновский процесс. 2-е изд. — М.: Металлургиздат, 1957. — 714 с.; 3-е изд. — М.: Металлургиздат, 1964. — 770 с.; 4-е изд. — М.: Металлургия, 1970. — 616 с.
- Новая технология выплавки шарикоподшипниковой стали (с соавторами). М.: Металлургиздат, 1962. — 125 с.
- Трубин К. Г., Ойкс Г. Н., Черненко М. А. Металлургия стали. Мартеновский процесс. Конструкции и оборудование мартеновских печей и цехов. М. : Металлургиздат, 1961. — 448 с.
- Обработка металла инертными газами (с соавторами). — М.: Металлургия, 1969. — 112 с.
- Явойский В. И., Ойкс Г. Н. Металлургия стали. М.: Металлургия, 1973. — 816 с.
- Ойкс Г. Н. Производство стали (основы теории и технология). М.: Металлургия, 1974. — 440 с.